# Karl Wilhelm Wach

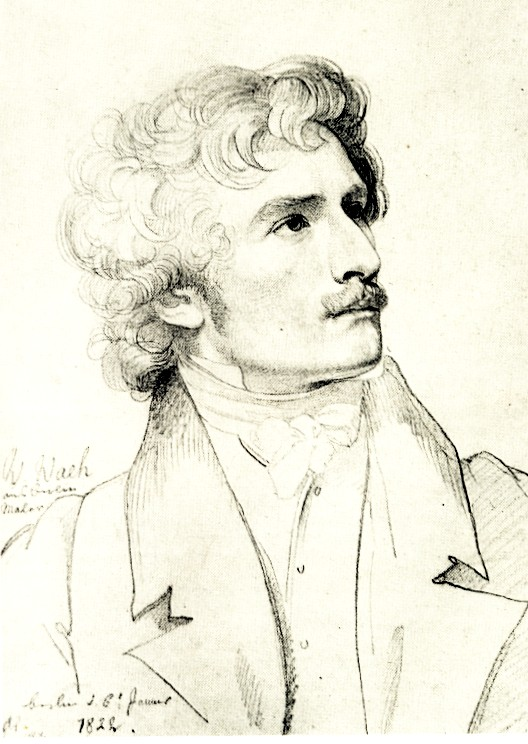
Een portret van Karl Wilhelm Wach (1822) door Carl Christian Vogel von Vogelstein

Karl Wilhelm Wach (Berlijn, 11 september 1787 - aldaar, 24 november 1845), in zijn tijd meestal Wilhelm Wach genoemd, was een Duitse kunstschilder en een vertegenwoordiger van het Classicisme.

## Leven en werk
Wilhelm Wach studeerde kunst aan de academie van Berlijn, waar hij een leerling was van de schilder Karl Kretschmar. Op zijn voorspraak kreeg Wach op twintigjarige leeftijd de opdracht om een altaarstuk te maken voor de dorpskerk van Paretz; in 1807 zag een "Christus met vier apostelen" het licht.
Vier jaar later brak Wach door met zijn portret van koningin Louise van Mecklenburg-Strelitz.
Bij het uitbreken van de bevrijdingsoorlogen van 1813 tot 1815 sloot hij zich aan bij de nieuw opgerichte Pruisische landweer, zoals veel kunstenaars van zijn tijd, en werd hij officier in het vierde regiment Kurmark Landwehr onder graaf Von Tauentzien. Na de ballingschap van Napoleon naar Elba lag zijn regiment in 1814 aan de Nederrijn. Hierdoor kon de schilder op studiereis naar Nederland. Na de laatste overwinning op Napoleon verliet Wach het leger en vestigde zich in Parijs.
Wilhelm Wach raakte bevriend met Wilhelm Hensel en de twee werden leerlingen van Jacques Louis David. Nadat David na de Restauratie uit Frankrijk was verbannen als voormalig aanhanger van de Franse Revolutie, studeerden beiden bij Antoine-Jean Gros. Wach maakte via zijn leraren kennis met de techniek van het Franse classicisme. Na het ontvangen van een studiebeurs van koning Frederik Willem III van Pruisen reisde Wach in 1817 door Zwitserland naar Italië, waar hij voornamelijk kunstenaars uit het Quattrocento bestudeerde. De grootste invloed - volgens zijn eigen verklaringen - werd veroorzaakt door Raphael.
Na twee jaar keerde Wach in 1819 terug naar Berlijn en vestigde zich daar als freelancekunstenaar. De eerste grote opdracht was het ontwerp van het Koninklijk Theater. Wach maakte er een plafondschildering voor met de negen muzen, waar de kopergraveerder Joseph Caspar in 1877 een bekende gravure van maakte.
In opdracht van de Pruisische koning Friedrich Wilhelm III werd een grote zaal met appartement aan Wach ter beschikking gesteld, waarin hij vervolgens zijn atelier vestigde. Door zijn invloed en zijn vele studenten werd deze studio al snel een school. In 1837 had hij bijna zeventig studenten, die later bijna allemaal een carrière als kunstenaar maakten.
Zijn beroep als leraar had geen enkele invloed op zijn artistieke werk. Wach werd al snel geëerd met de titel van professor en in 1820 werd hij lid van de Koninklijke Pruisische Academie voor de Kunsten. Ter gelegenheid van zijn veertigste verjaardag werd Wach officieel koninklijk hofschilder.
De officiële kunstcritici, maar ook het publiek waardeerden Wach vooral als portrettist in de stijl van Raphael. Wach moet niet worden gezien als een briljante schepper van nieuwe ideeën, maar eerder als een eclecticus. Hij wist geestig over kunst te praten en had zo een stimulerend effect op het Berlijnse kunstleven. Hij was tien jaar lid van de Commissie tot regeling van de collecties in het Koninklijk Museum. Vanaf 1840 benoemde de Koninklijke Pruisische Academie voor de Kunsten hem tot vice-directeur, een functie die hij bekleedde tot het einde van zijn leven. Vanaf 1826 was hij lid van het invloedrijke Gesetzlose Gesellschaft in Berlijn.
Karl Wilhelm Wach werd, net als zijn zus Henriette Paalzow, begraven op de Friedrichswerder-begraafplaats in Berlijn-Kreuzberg. Het familiegraf wordt echter niet meer onderhouden.
- Gemeinsame Normdatei: 117076317
- International Standard Name Identifier: 0000 0000 6677 6531
- RKD-Nederlands Instituut voor Kunstgeschiedenis: 82347
- Union List of Artist Names: 500083154
- Virtual International Authority File: 54916642
- WorldCat: E39PBJtmxc9MTmfHdMGBMGGbVC